# Étienne Grieu
Pour les articles homonymes, voir Grieu.
Étienne Grieu (né le 28 mars 1962) est un théologien, prêtre catholique et jésuite français.

## Biographie
Ancien élève de l'École normale supérieure de Saint Cloud (1982), agrégé de géographie, il est docteur en théologie (Centre Sèvres). Son travail de recherche consiste en partie à relire les grandes questions théologiques à partir de l'expérience des situations de grande précarité.
Il enseigne au Centre Sèvres (Facultés jésuites de Paris), dont il a été doyen de la faculté de théologie (2012-2017), puis président à partir de 2017.
Il est également conseiller à la rédaction de la revue Étvdes.

## Principales publications
- Nés de Dieu, Paris, Cerf, "Cogitatio fidei", 2003.
- Dieu, tu connais, Paris, Buchet-Chastel, 2005.
- Chemins de croyant, passage du Christ, Paris, Lethielleux, 2007.
- Un lien si fort. Quand l'amour de Dieu se fait diaconie, Paris, Atelier, 2012 (deuxième édition).
- Une foi qui change le monde, Montrouge, Bayard, 2013.
- "J'ai besoin de toi pour découvrir que Dieu, c'est vrai" : le souffle de Diaconia, Paris, Salvator, 2013 (trad. italienne parue en 2015).
- Les jésuites et les pauvres : XVIe – XXIe siècles, Paris, Lessius, 2020.